# Équipe d'Écosse masculine de volley-ball
L'équipe d'Écosse de volley-ball est composée des meilleurs joueurs écossais sélectionnés par la Fédération écossaise de volley-ball (SVA : Scottish Volleyball Association). Elle est classée au 127e rang au classement de la FIVB au 15 janvier 2014.

## Palmarès et parcours

### Palmarès
- Championnat d'Europe des petits États 
  - Deuxième : 2000, 2013

### Parcours

#### Championnat d'Europe
| - 1948 : Non participant - 1950 : Non participant - 1951 : Non participant - 1955 : Non participant - 1958 : Non participant - 1963 : Non participant - 1967 : Non participant - 1971 : 22e - 1975 : Non participant - 1977 : Non participant |  | - 1979 : Non participant - 1981 : Non participant - 1983 : Non participant - 1985 : Non participant - 1987 : Non participant - 1989 : Non participant - 1991 : Non participant - 1993 : Non participant - 1995 : Non participant - 1997 : Non participant |  | - 1999 : Non participant - 2001 : Non participant - 2003 : Non participant - 2005 : Non participant - 2007 : Non participant - 2009 : Non participant - 2011 : Non participant - 2013 : Non participant - 2015 : Non participant |

#### Championnat d'Europe des petits États
- 2000 : 2e
- 2002 : 3e
- 2005 : 4e
- 2007 : Non participant
- 2009 : Non participant
- 2011 : 4e
- 2013 : 2e
- 2015 :